# Afrixalus osorioi
Afrixalus osorioi es una especie de anfibios de la familia Hyperoliidae.
Habita en Angola, República Democrática del Congo, Kenia, Uganda, posiblemente Burundi y posiblemente Ruanda.
Su hábitat natural incluye bosques tropicales o subtropicales secos y a baja altitud, pantanos, marismas de agua dulce, corrientes intermitentes de agua dulce, jardines rurales y zonas previamente boscosas ahora degradadas.

## Hábitat y ecología
Vive en bosques secundarios en la selva tropical en el cinturón de África Central. Su reproducción no es muy conocida, pero probablemente se reproduce en pantanos y marismas, y también en pequeñas masas de agua permanentes con vegetación debajo del agua donde deposita los huevecillos.
Sistema: terrestre; agua dulce.